# NenuFAR
NenuFAR (англ. New Extension in Nançay Upgrading LOFAR) — радіотелескоп в радіообсерваторії Нансе у Солоні у Франції. Він працює в діапазоні частот 10-85 МГц (довжини хвиль 4-30 м).
Основними науковими цілями NenuFAR є виявлення радіосигналів, пов'язаних з появою перших зір у Всесвіті, і проявів плазмових взаємодій між гігантськими екзопланетами та їхніми зорями.

## Режими роботи
NenuFAR може працювати в трьох режимах:
- автономний режим низькочастотної радіокамери, що дозволяє швидко створювати зображення в широкому полі з низькою роздільною здатністю: як правило, на частоті 40 МГц у дуже великому миттєвому полі зору (250 квадратних градусів) можна, наприклад, створювати зображення з кутовою роздільною здатністю 1° і часовою роздільною здатністю 1 секунда або з кутовою роздільною здатністю 9' і часовою роздільною здатністю кілька годин;
- режим формування променя, дуже велика автономна фазована решітка;

- режим радіоінтерферометра з наддовгою базою, в якому NenuFAR працює як розширення інтерферометра LOFAR у Нідерландах, створюючи радіозображення з кутовою роздільною здатністю 1"[1].

Ці три режими можуть застосовуватися NenuFAR одночасно, що робить його складним, але потужним інструментом.

## Наукові завдання

### Темні віки і космічний світанок
Між випромінюванням космічного мікрохвильового фону приблизно через 400 000 років після Великого вибуху і появою перших галактик кілька сотень мільйонів років потому лежать «темні віки Всесвіту». Теорія передбачає, що взаємодія між темною матерією, воднем і випромінюванням має створювати сигнал на лінії 21 см (частота 1420 МГц), який на червоних зсувах z=15-30, відповідає частотам між 50-100 МГц. Автономний режим NenuFAR добре підходить для вимірювання спектру флуктуацій на таких частотах радіосигналу на ділянках неба з кутовими відстанями від 10' до 1°.

### Взаємодія екзопланет, зір і плазми
Очікується, що частина відомих екзопланет можуть бути намагніченими та взаємодіяти електромагнітно зі своїми зорями. Виявлення відповідного радіовипромінювання дасть інформацію про магнітне поле та внутрішню структуру екзопланет, їх період обертання, нахил орбіти та тип їх взаємодії із зорями. Це дасть обмеження на придатність цих планет для життя. Це відкриє нове тематичне поле: порівняльне дослідження магнітосфери та екзопланетної плазми. Перевагою NenuFAR є дослідження низькочастотної області (нижче 85 МГц), бо, наприклад, радіовипромінювання Юпітера дуже інтенсивне лише на частотах нижче 40 МГц.

### Пульсари
Висока миттєва чутливість і широке поле зору NenuFAR добре підходять для пошуку та дослідження пульсарів на низьких частотах. Очікується виявлення нових пульсарів, обмеження на магнітосферу пульсарів і їх механізм радіовипромінювання, вивчення процесів розповсюдження радіосигналів крізь середовище, уточнення часу надходження імпульсів для пошуку гравітаційних хвиль і для дослідження сильних гравітаційних полів. Для таких задач добре підходить режим формування променя. Перші дані вже дозволили виявити багато нових пульсарів.

### Перехідні джерела
В режимі автономного спостереження NenuFAR проводитиме систематичну широкопольну дослідницьку програму транзієнтних (швидкоплинних) радіоастрономічних явищ з чутливістю 0,1-1 янських у швидкому режимі та 1-10 мДж у повільному режимі. Очікувані джерела включають гігантські імпульси позагалактичних пульсарів, таємничі швидкі радіоімпульси та радіовипромінювання, пов'язане з утворенням гравітаційних хвиль та гамма-спалахів під час злиття нейтронних зір.

### Галактики
У режимі радіоінтерферометра з наддовгою базою LOFAR і NenuFAR прерше досягають достатньо високої чутливості і кутової роздільної здатності, щоб на частотах нижче 100 МГц дослідити морфологію галактик, зокрема їхні активні ядра та міжзоряне середовище.

### Міжзоряне середовище
У режимі радіоінтерферометра з наддовгою базою LOFAR може за допомогою ефекту Фарадея визначати тонку структуру міжзоряного магнітного поля і таким чином вивчати турбулентність міжзоряної плазми.

## Особливості приладу
NenuFAR є мережею з 1938 антен, що складається з випромінювача, розробленого в Сполучених Штатах для приладу Long Wavelength Array, і дуже високопродуктивного попереднього підсилювача, розробленого лабораторією Subatech та радіообсерваторією Нансе. Це обладнання робить NenuFAR найкращою існуючою низькочастотною антеною.
Ядро NenuFAR становлять 96 шестикутних міні-решіток по 19 антен кожна, розподілених у щільній конфігурації на ділянці діаметром 400 м. Кожна міні-решітка фазується когерентно в аналоговому режимі, а сигнали з 96 міні-решіток потім оцифровуються та обробляються.
Спеціальна система прийому на основі програмованих логічних інтегральних схем створена та впроваджена спільно з паризькою компанією ALSE.
Автономний режим зображення забезпечується компактним ядром NenuFAR і 6 міні-решітками (114 антен), розташованими на відстані до 3 км від ядра.

## Історія
1 липня 2019 року NenuFAR почав в режимі випробувань проводити свої перші наукові спостереження. На той час працювало близько 60 % його елементів. Телескоп був офіційно відкритий 3 жовтня 2019.
Загальна вартість будівництва NenuFAR, включаючи витрати на персонал, склала близько 12 мільйонів євро. Фінансування надійшло від Національного дослідницького агентства, регіону Центр — Долина Луари, ACAV+, Орлеанського університету та Національного центру наукових досліджень.